# دیباچه‌ای بر نظریه انحطاط ایران
دیباچه‌ای بر نظریهٔ انحطاط ایران؛ با ملاحظات مقدماتی در مفهوم ایران عنوان جلد نخست تأملی دربارهٔ ایران، و یکی از آثار جواد طباطبایی است. موضوع کتاب، ارائهٔ طرحی از نظریهٔ انحطاط ایران، آن هم از دیدگاه تاریخ اندیشهٔ سیاسی است.

## برشی از کتاب
در واپسین سَدهٔ فرمانروایی صفویان، «بیشترین رفاه» رو-در-روی «بیشترین فقر» قرار گرفت و نتیجهٔ ضروریِ این رویاروییِ فقر و رفاه جز این نمی‌توانست باشد که گروهی از مردم، که «جز زنجیرهای خود چیزی برای از دست دادن نداشتند»، بخواهند برای ایجاد دگرگونی در وضع خود، اوضاع را دگرگون کنند.
رستم‌الحکما[نویسنده‌ی کتاب رستم‌التواریخ، زاده‌ی ۱۱۴۵ه‍ـ.ش/۱۷۶۶م] به خوبی این نکته را دریافته بود که در شرایطِ نامساعدِ نابرابری و بیدادگری، و آنجا که راه بر هر اصلاحی بسته باشد، تنها ماجراجویی می‌تواند حاکم شود. از این رو، در اشاره‌ای به این وضع، به درستی توضیح می‌دهد که «افراطِ عُسرَت» موجب شده بود تا برخی در جست‌وجوی «آقای نوکرپَروَرِ نو و مُطاعِ چاکرنواز» باشند و بخواهند، «به هر قِسم که مقدورشان بشود، فتنه و فسادی ظاهر، و شور و شَر بر پا کنند.»
بارزترین نشانهٔ گسیختگیِ سامانِ اجتماعی در این دوره آن بود که دیانت و سیاست، به عنوان «نهادهایِ» تأمینِ مصالحِ عمومی، به عواملِ حفظِ منافعِ خصوصیِ گروهی تبدیل شده بود که از آن، جز «فتنه و فساد» نمی‌توانست تولد یابد. رستم‌الحکما در اشاره‌ای به برخی از پیامدهای افراط و تفریط در میان گروه‌های اجتماعی و نابسامانی‌های ناشی آن و از میان رفتن انسجام اجتماعی - که از آن میان، برآمدن گروه‌های اوباش و قدرت گرفتن رَجّاله از همه مضرتر بود - می‌نویسد که «چون عَلَمِ حساب و رایَتِ اِحتِساب و سَنجَقِ عدل را اولیای دولتِ قاهرهٔ سلطانی، از بی‌عقلی و بی‌تَمیزی و شیطان‌خیالی از پای درآوردند، اصفاهان، بلکه همهٔ ایران مانند طویله و اِصطَبل بی‌مِهتَر شد. خلایق به شیرینی در هم افتادند و هرکس، به پهلوانی و شب‌رَوی که می‌توانست از زن و دختر و پسر و مالِ هر کس مَحظوظ و مُتَلَذِّذ بشود، کوتاهی نمی‌کرد.»
- تأملی درباره ایران، جلد نخست